# جون مارك بينتر
جون مارك بينتر (بالإنجليزية: John Mark Painter)‏ هو كاتب أغاني أمريكي، ولد في 1967.

## وصلات خارجية
- جون مارك بينتر على موقع IMDb (الإنجليزية)
- جون مارك بينتر على موقع ميوزك برينز (الإنجليزية)
- جون مارك بينتر على موقع ديسكوغز (الإنجليزية)
- جون مارك بينتر على موقع قاعدة بيانات الفيلم (الإنجليزية)